# Alcis colorifera
Alcis colorifera är en fjärilsart som beskrevs av Louis Beethoven Prout 1916. Alcis colorifera ingår i släktet Alcis och familjen mätare. Inga underarter finns listade i Catalogue of Life.